# 石会镇
石会镇，是中华人民共和国重庆市黔江区下辖的一个乡镇级行政单位。

## 行政区划
石会镇下辖以下地区：
关后社区、黎明社区、武陵社区、中元村、工农村、会西村、青山村、高峰村和梅子村。